# Molnár Béla (textiltervező)
Molnár Béla (Budapest, 1904. július 15. – Budapest, 1971. november 25.) Munkácsy Mihály-díjas textiltervező, az Iparművészeti Főiskola tanára, a textil-tanszék vezetője volt.

## Életpályája
Budapesten született Molnár István (1875–1960) és Libich Gizella (1880–1976) gyermekeként. Felsőfokú tanulmányokat az Iparművészeti Iskolán folytatott, ahol Muhits Sándor volt a mestere.
Sokoldalú tervezőkészségével tűnt ki. Hazai és külföldi kiállításokon eredményesen szerepelt. A Fényes Adolf-teremben volt gyűjteményes kiállítása (1963), ahol batikolt falképeivel, gobelin faliszőnyegeivel, filcapplikációival,  tüllterítőivel és halasi csipketerveivel nagy sikereket aratott.
Halasi csipketervein kitűnő érzékkel alkalmazta a hagyományos technika szigorú kereteit a kor ízlését tükröző, modern motívumkincshez. Fiatal művészként több éven át tervezett a kiskunhalasi Csipkeház számára, 1936-ban kapta első állami megbízását halasi csipke tervezésére. A lengyel Báthori hajó oltárterítőjét újabb állami megrendelések, 1937-ben a Négyalakos csipke és 1938-ban a Berlini terítő megtervezése követte.
E legismertebb munkái mellett számos kisebb, a magyar népi mintákból merítő, kiforrott egyéni stílusú terve ismert, mint az Ötfiús, a Hazádnak rendületlenül..., a Kerekvirágos, Tulipános és a Négymadaras csipketervek.
Számos kiváló tanítványa volt, akik később meghatározó egyéniségei lettek a 20. századi magyar ipar- és textilművészetnek, köztük Hager Ritta, Attalai Gábor.